# Припек (Кирджалійська область)
При́пек (болг. Припек) — село в Кирджалійській області Болгарії. Входить до складу общини Джебел.

## Населення
За даними перепису населення 2011 року у селі проживали 907 осіб, з них 760 осіб (99,9%) — болгари.
Розподіл населення за віком у 2011 році:
Динаміка населення: